# Nút số 8
Nút số 8 (figure-of-eight knot) là một loại nút dây. Nó rất là quan trọng và có công dụng như một phương pháp chặn dây thừng không bị tuột khỏi các dụng cụ thiết bị cột dây trong đi thuyền buồm và leo núi.